# Wilburchangara
× Wilburchangara, (abreviado Wbchg) en el comercio, es un híbrido intergenérico entre los géneros de orquídeas Broughtonia × Cattleya × Epidendrum × Schomburgkia. Fue publicado en Orchid Rev. 90(1066, cppo): 8 (1982).